# Zygophyllum oxianum
Zygophyllum oxianum là một loài thực vật có hoa trong họ Zygophyllaceae. Loài này được Boriss. miêu tả khoa học đầu tiên.